# Domainparking
Der Begriff Domainparking (auch Domain-Parking) bezeichnet die vorübergehende Bestückung einer Internetdomain mit Werbe- oder sonstigen Inhalten bis zu einer späteren Nutzung oder einem Verkauf der Domain.

## Ziele
Das Domainparking ermöglicht es Domaininhabern, vorübergehend nicht benötigte Domains nicht ungenutzt zu lassen, sondern stattdessen durch die Schaltung von Werbelinks (etwa durch Textanzeigen von Google Ads oder Yahoo) entsprechende Einnahmen zu generieren, somit also zu parken. Die Einnahmen resultieren dabei aus der Vergütung des Domainparking-Anbieters für das Anklicken der Werbelinks durch die Besucher der Domains.
Das Ziel ist hierbei die Generierung von Einnahmen, die höher als die Registrierungs- und Verwaltungskosten der Domain sind. Statt einer Projektierung von einzelnen Domains kann auch ein Verkauf oder eine Vermietung das Ziel sein.
Bei den Domainnamen kann es sich um Begriffe für noch nicht oder nicht mehr aktive Internet-Projekte handeln, bekannte Suchbegriffe, abweichende Schreibweisen von bestehenden Domainnamen (z. B. versehen mit Tippfehlern) usw.
Insbesondere Expired Domains eignen sich besonders für das vorübergehende Domainparking, sofern diese nicht mit anderen Inhalten versehen werden sollen.

## Professionelles Vorgehen
In Deutschland existieren mehrere kommerzielle Anbieter, die Domaininhabern das Parken von Domains ermöglichen. Einige Anbieter bieten zusätzlich auch Verkaufs- und Auktionsplattformen für Domains an.
Weiterhin gibt es kommerzielle Anbieter, die Expired Domains nach den Wünschen des Kunden registrieren und automatisch mit Inhalten bestücken, um so ein variantenreiches Domainparking zu ermöglichen, ohne dass der Kunde selbst technische Eingriffe vornehmen muss.
Die Besucherströme bestehen sowohl aus Suchergebnissen der Suchmaschinen bzw. noch existierenden Verlinkungen anderer Webseiten (insbesondere bei Expired Domains), als auch aus Direkteingaben von Domains in die Eingabezeile des Browsers.